# 盧考特冰原島峰
72°23′S 163°54′E / 72.383°S 163.900°E
盧考特冰原島峰（英語：Lookout Nunatak），是南極洲的冰原島峰，位於維多利亞地的彭內爾海岸，屬於弗賴貝格山脈的一部分，以新西蘭的地質學家命名，現時由南極條約體系管理。